# Claude Auchinleck
Claude John Eyre Auchinleck (Aldershot, 21 juni 1884 – Marrakesh, 23 maart 1981) was een Britse veldmaarschalk. Hij was legercommandant tijdens de Tweede Wereldoorlog. Zijn bijnaam was The Auk.

## Voor de Tweede Wereldoorlog
Auchinleck studeerde aan het Wellington College en aan de Koninklijke Militaire Academie Sandhurst. In januari 1903 trad hij toe tot het Brits-Indische leger als een 'non-commissioned' tweede luitenant en in 1904 tot de 62e regiment Punjabi's. Auchinleck leerde Punjabi en sprak het vloeiend met zijn soldaten; hij maakte zich vertrouwd met de lokale dialecten en gebruiken en raakte hierdoor gerespecteerd. In april 1905 werd hij bevorderd tot luitenant en in januari 1912 tot kapitein.
In de Eerste Wereldoorlog diende Auchinleck in het Midden-Oosten, Egypte, Palestina en Mesopotamië. De divisie van Auchinleck was de laatste van de vier divisies die door de Indiase regering werd geleverd. Toen ze op weg waren naar Frankrijk, werden ze overgeplaatst naar het Suezkanaal om het tegen een eventuele Turkse aanval te verdedigen. Toen die aanval in februari 1915 plaatsvond, voorkwam het regiment van Auchinleck dat de Turken het kanaal overstaken en leidde een tegenaanval die hen terugsloeg; de Turken gaven zich over.
De Indische 6e Divisie, waarvan het 62e regiment Punjabi's deel uitmaakte, landde op 31 december 1915 in Basra om deel te nemen aan de Mesopotamische Campagne tegen het Ottomaanse Rijk. In juli 1916 promoveerde Auchinleck tot uitvoerend majoor en werd plaatsvervangend bevelhebber van het regiment. Ten noorden van Basra raakten de Punjabi's in hevige gevechten gewikkeld, onder verschrikkelijke omstandigheden; kou, regen en modder alsmede de Turkse verdediging deden het regiment slinken tot 247 man. Auchinleck nam tijdelijk het bevel over nadat zijn regimentscommandant gewond raakte. Hevige gevechten volgden: het Turkse leger bracht de Britten een vernederende nederlaag toe door Al Koet in te nemen en de Britten konden hun 'Mesopotamische Campagne' pas in november 1918 met succes afsluiten. Auchinleck werd voor zijn verdiensten in Mesopotamië onderscheiden met de Orde van Voorname Dienst (DSO). Hij werd in januari 1918 bevorderd tot majoor en werd op aanbeveling van de opperbevelhebber in 1919 benoemd tot Brevet luitenant-kolonel van de Mesopotamia Expeditionary Force vanwege zijn verdiensten in Zuid- en Centraal-Koerdistan.
In het interbellum diende Auchinleck in India. Hij was zowel een student en een instructeur (1930-1933) op de Staff College in Quetta en werd toegevoegd aan het Imperial Defence College. In januari 1929 werd hij bevorderd tot luitenant-kolonel en kreeg hij het bevel over een eigen regiment, dat door de reorganisatie van het Brits-Indische leger het eerste bataljon van de 1ste Punjabi Regiment werd. In 1930 werd hij bevorderd tot kolonel en in 1933 tot tijdelijk Brigadier om het commando te voeren over de Peshawar Brigade, die actief was in de pacificatie van de tribale gebieden langs de grens met Afghanistan. Een operatie in 1935 in het Mohmand-gebied leidde voor het eerst tot gebruik van tanks in India. Auchinleck werd hiervoor onderscheiden met de benoeming tot Lid in de Orde van de Ster van Indië en tot Lid in de Orde van het Bad.
In november 1935 werd Auchinleck bevorderd tot generaal-majoor en verliet in april 1936 zijn brigade en was tot september 1936 zonder functie toen hij benoemd werd tot plaatsvervangend voorzitter van de Generale Staf en directeur van Personeelstaken in Delhi. In juli 1938 werd hij benoemd tot commandant van het district Meerut in India. In 1938 werd Auchinleck benoemd om een comité voor te zitten voor de modernisatie, samenstelling en herbewapening van het Brits-Indische leger. De aanbevelingen van het comité resulteerden in 1939 in het Chatfield Report.

## Tweede Wereldoorlog

### Noorwegen, India en Irak
Na het uitbreken van de Tweede Wereldoorlog werd Auchinleck benoemd tot bevelhebber van de Indische 3e Infanteriedivisie, maar werd in januari 1940 naar Groot-Brittannië gehaald om het bevel te voeren over het 4e Legerkorps. In mei 1940 kreeg Auchinleck het bevel over van de Brits-Franse grondtroepen in Noorwegen, een militaire operatie die uiteindelijk faalde. Na de val van Noorwegen in juli 1940 voerde hij kort het bevel over het 5e Legerkorps, daarna werd hij benoemd tot General Officer Commander-in-Chief van de Southern Command, waar hij geen goede relatie had met zijn ondergeschikte Bernard Montgomery, de nieuwe bevelhebber van het 5e Legerkorps.
In januari 1941 werd Auchinleck teruggeroepen naar India en benoemd tot opperbevelhebber van het Brits-Indische leger en werd ook benoemd in de Uitvoerende Raad van de Gouverneur-generaal van India. In april 1941 werd hij benoemd tot de ceremoniële positie van Aide-de-Camp General bij koning George VI en bleef dit tot januari 1947.
In april 1941 werd de RAF Habbaniya, een grote Royal Air Force-basis ten westen van Bagdad, bedreigd door het nieuw regime van Rasjid Ali al-Gailani, dat banden had met de As-mogendheden. Generaal Archibald Wavell aarzelde om in te grijpen, ondanks het aandringen van Winston Churchill, vanwege zijn verplichtingen in de Lybische woestijn en Griekenland. Auchinleck zond via de lucht een bataljon van King’s Own Royal Regiment en via de zee de Indische 10e Infanteriedivisie naar Basra. Wavell liet zich door Londen overhalen om de Habforce, een hulpeenheid, vanuit het Britse mandaatgebied Palestina te sturen, maar toen de eenheid op 18 mei in Habbaniya arriveerde was de Brits-Iraakse Oorlog feitelijk voorbij.

### Noord-Afrika
In juli 1941 werd Auchinleck benoemd tot opperbevelhebber van de Middle East Command en volgde daarmee generaal Archibald Wavell op, die op zijn beurt Auchinleck opvolgde als opperbevelhebber van de British Indian Army.
Generaal Auchinleck had als opperbevelhebber van de Middle East Command zijn hoofdkwartier in Caïro en was niet alleen verantwoordelijk voor Noord-Afrika, maar ook voor Perzië en het Midden-Oosten; het Achtste Leger, dat het Duitse Afrikakorps en het Italiaanse leger tegenover zich had staan, werd opeenvolgend gecommandeerd door Alan Cunningham en Neil Ritchie. Het eerste grote offensief na de benoeming van Auchinleck voor het Achtste Leger was in november 1941 tijdens Operatie Crusader, dat resulteerde in een nederlaag voor de Britse pantsers en de inzinking van Cunningham. Auchinleck verving Cunningham en beval dat de aanval moest doorgaan. Ondanks hevige verliezen verdreef het Achtste Leger de As-troepen terug naar El Agheila. Auchinleck benoemde toen Ritchie tot bevelhebber van het Achtste Leger. Terwijl Auchinleck zijn algemene strategische koers over het Midden-Oosten hervatte, bleef hij operationele zaken voorschrijven aan Ritchie.
Auchinleck lijkt te hebben geloofd dat de vijand was verslagen en schreef op 12 januari 1942 dat de As-troepen “de druk begonnen te voelen” en “het zwaar te verduren had”. In werkelijkheid was het Afrikakorps aan het herbewapenen en een paar dagen na de al te optimistische uitspraken van Auchinleck werden de verspreide en verzwakte Britse troepen teruggeslagen naar posities bij Gazala vlak bij Tobroek. De Britse Chief of the Imperial General Staff Alan Brooke schreef in zijn dagboek over “niets minder dan het slechte generaalschap aan de kant van Auchinleck”. De aanval van Erwin Rommel op 25 mei 1942 tijdens de Slag bij Gazala resulteerde in een belangrijke nederlaag voor de Britten. Eens te meer was Auchinlecks beoordeling van de situatie fout (Auchinleck geloofde dat de As-troepen het centrum van de Britse linies zouden aanvallen, terwijl Rommel de Britse linies in het zuiden aanviel). Het Achtste Leger trok zich terug naar Egypte en op 21 juni 1942 viel Tobroek.
Auchinleck nam direct het bevel over het Achtste Leger over en verloor het vertrouwen in de kwaliteiten van Ritchie om zijn troepen te leiden. Auchinleck gooide het plan van Ritchie om stand te houden bij Marsa Matruh in de prullenmand en besloot om slechts met een vertragingstactiek terug te trekken naar een betere defensieve positie bij El Alamein. Hier legde Auchinleck een verdediging aan en maakte gebruik van het terrein en van de verse troepen die tot zijn beschikking stonden en stopte de uitgeputte Duits-Italiaanse aanvalstroepen tijdens de Eerste Slag bij El Alamein. Met zijn aanzienlijke superioriteit qua materieel en manschappen over de zwakke Duits-Italiaanse troepenmacht organiseerde Auchinleck reeksen van tegenaanvallen. Door slechte voorbereiding en coördinatie konden deze aanvallen weinig uitrichten.
Auchinleck benoemde een aantal commandanten die ongeschikt waren voor hun posities en bijeenkomsten van bevelhebbers werden vaak gekenmerkt door bittere persoonlijke conflicten. Auchinleck was een British Indian Army-officier en werd verweten dat hij weinig directe ervaring of kennis had van Britse en Dominion-eenheden. Zijn controversiële hoofd van operaties, generaal-majoor Eric Dorman-Smith werd door vele commandanten van het Achtste Leger gewantrouwd. In juli 1942 had Auchinleck het vertrouwen van de Dominion-commandanten verloren en de relaties met Britse commandanten raakten gespannen.
Evenals zijn tegenstander Rommel en zijn opvolger Montgomery had Auchinleck voortdurend te lijden van politieke inmenging en kreeg een spervuur van telegrammen en instructies van premier Winston Churchill van het einde van 1941 tot in het voorjaar en zomer van 1942. Churchill vroeg voortdurend om een offensief van Auchinleck en dit werd genegeerd vanwege militaire tegenslagen in Egypte en de Cyrenaica. Churchill had een Britse overwinning hard nodig voordat de door de Amerikanen geleide Operatie Toorts in november 1942 in Noord-Afrika zou plaatsvinden. Hij oefende druk uit op Auchinleck nadat het Achtste Leger uitgeput was na de Eerste Slag bij El Alamein. Churchill en de Chief of the Imperial General Staff, Alan Brooke vlogen aan het begin van augustus 1942 naar Caïro om Auchinleck te ontmoeten, maar het was duidelijk dat zij het vertrouwen in hem had verloren.
Hij werd vervangen als opperbevelhebber van de Middle East Command door generaal Harold Alexander en als General Officer Commanding van het Achtste Leger door luitenant-generaal William Gott, die in Egypte sneuvelde voordat hij zijn commando op zich kon nemen. Na de dood van Gott werd Bernard Montgomery benoemd tot commandant van het Achtste Leger.

### India
Churchill bood Auchinleck het commando over de nieuwgevormde Persia and Iraq Command, maar Auchinleck weigerde die post, omdat hij geloofde dat door de scheiding met het Middle East Command geen goed beleid was en de nieuwe regeling niet werkbaar zou zijn. Hij zond zijn bevindingen op 14 augustus 1942 in een brief aan de Chief of the Imperial General Staff. Deze functie werd in zijn plaats geaccepteerd door Henry Maitland Wilson. Auchinleck keerde terug naar India, waar hij bijna een jaar zonder een militaire functie zat. In 1943 werd hij benoemd tot opperbevelhebber van het British Indian Army. Hij volgde Wavell op, die onderkoning van India werd. De opperbevelhebber in India had slechts betrekking op de Birma Campagne, ondergeschikt aan admiraal Louis Mountbatten. Toch speelde Auchinleck een belangrijke rol bij de bevoorrading van het Veertiende Leger, waarmee hij te kampen kreeg met waarschijnlijk de slechtste verbindingslijnen van de oorlog. Hij maakte het beste ervan, volgens bevelhebber William Slim van het Veertiende Leger. Auchinleck bleef tot het einde van de oorlog op zijn post en werd in juni 1946 bevorderd tot veldmaarschalk.

## Na de Tweede Wereldoorlog
Auchinleck hielp de toekomstige Pakistaanse en Indiase legers, in weerwil van zijn overtuiging, met de voorbereidingen van de verdeling van Brits-Indië in augustus 1947. In november 1945 werd Auchinleck gedwongen de veroordelingen van drie officieren van de Indian National Army tot levenslange verbanning om te zetten in een lichtere straf vanwege de onrust bij het Indiase volk en de British Indian Army. In 1946 werd hij bevorderd tot veldmaarschalk, maar weigerde een adellijke titel te accepteren. Wegens onenigheid met Lord Mountbatten, de laatste onderkoning van India, trad Auchinleck in 1947 af als opperbevelhebber. In 1948 keerde Auchinleck terug naar Groot-Brittannië.

## Militaire loopbaan
- Second lieutenant: 21 januari 1903[2][3]
- Lieutenant: 21 april 1905[4]
- Captain: 21 januari 1912[5][3]
- Waarnemend major: juli 1916[6]
- Major: 21 januari 1918[7][3]
- Tijdelijk Lieutenant-colonel: 23 mei 1919[8]
- Titulaire rang van Lieutenant-colonel: 15 november 1919[9]
- Lieutenant-colonel: 21 januari 1929[10][3]
- Colonel: 1 februari 1930[11][3]
  - Anciënniteit vanaf: 15 November 1923[3]
- Tijdelijke Brigadier: 1 juli 1933[12]
- Major-general: 30 november 1935[13]
- Waarnemend Lieutenant-general: 1 februari 1940[14][3]
- Lieutenant-general: 16 maart 1940[15][3]
- General: 26 december 1940[16][3]
- Field Marshal: 1 juni 1946[17][3]

## Decoraties
- Ridder Grootkruis in de Orde van het Bad op 1 januari 1945[18][3]
- Ridder Grootcommandeur in de Orde van het Indische Keizerrijk op 20 december 1940[19][3]
- Lid in de Orde van het Bad op 3 juli 1934[20][3]
- Lid in de Orde van de Ster van Indië op 8 mei 1936[21][3]
- Orde van Voorname Dienst op 3 juni 1917[22][3]
- Officier in de Orde van het Britse Rijk op 3 juni 1919[3]
- Grootofficier in het Legioen van Verdienste (Verenigde Staten) op 23 juli 1948[23][3]
- Virtuti Militari, vijfde klasse op 15 mei 1942[24][3]
- Oorlogskruis (Tsjecho-Slowakije) in 1948[25][3]
- Orde van de Ster van Nepal, eerste klasse in oktober 1945[3]
- Ridder Grootkruis in de Orde van Sint-Olaf op 19 maart 1948[26][3]
- Commandeur in de Orde van de Wolk en het Vaandel in 1947[3]
- Grootofficier in het Legioen van Eer[3]
- Croix de guerre 1914-1918 met Palm op 31 augustus 1917[27][3]
- Croix de guerre 1939-1945 in 1949[3]
- Hij werd driemaal genoemd in de Dagorders. Dat gebeurde op:
- 8 maart 1942[28]
- 26 januari 1943[29]
- 22 november 1945[30]

- Bibliothèque nationale de France: cb12374894r (data)
- Gemeinsame Normdatei: 123504805
- International Standard Name Identifier: 0000 0001 0867 0525
- Library of Congress Control Number: n82075663
- National Archives and Records Administration: 10568413
- Nationale Bibliotheek van Tsjechië: xx0159847
- Nationale Bibliotheek van Israël: 987007327051305171
- Nationale Bibliotheek van Polen: a0000002478526
- Nederlandse Thesaurus van Auteursnamen: 074126229
- SNAC: w6th92s0
- Système universitaire de documentation: 032787839
- Virtual International Authority File: 7469797
- WorldCat: E39PBJgCGRWt4fHYpJ6VYGtYfq